# Hanna Bervoets
Pour les articles homonymes, voir Bervoets.
Hanna Marleen Bervoets, née en 14 février 1984 à Amsterdam, est une écrivaine néerlandaise. Elle est l'auteure de plusieurs romans mais aussi de chroniques, de nouvelles, de critiques, de deux pièces de théâtre et d'un scénario pour un film de télévision.

## Enfance et formation
Hanna Bervoets étudie à l'Université d'Amsterdam. Elle obtient une licence en médias et culture, avec une spécialisation en télévision et culture populaire. En 2008, elle obtient un double master en journalisme dans la même université avant de poursuivre sa formation à l'étranger, passant un semestre à la Tisch School of the Arts de New York.
Elle est la petite-nièce du poète et essayiste Anton van Duinkerken (1903-1968).

## Carrière littéraire

### Romans
En 2009, elle publie son premier roman : Of Hoe Waarom. Il raconte l'histoire d'une journaliste de vingt-cinq ans, Flora Vos, et est divisé en trois parties : Où, comment et pourquoi. Son roman est récompensé par le ScriptPlus HvA Debutant of the Year.
En 2011, elle publie son second roman, Lieve Céline, qui raconte l'histoire d'une fan de la chanteuse Céline Dion. Le livre est adapté au cinéma en 2013, dans lequel joue l'actrice néerlandaise Esmée van Kampen. Hanna Bervoets reçoit le prix de littérature Opzij, décerné à une œuvre contribuant à l'épanouissement, à la prise de conscience et à l'émancipation des femmes.
En 2013, elle publie Alles wat er was relatant l'histoire de huit personnes qui se retrouvent piégées dans un bâtiment scolaire alors que la vie à l'extérieur ne semble plus possible. Ce roman reçoit une attention renouvelée lors de la pandémie de Covid-19.
En 2014 sort Efter, un roman dans lequel Hanna Bervoets imagine un futur où tomber amoureux serait une maladie soignée grâce à un médicament. Efter est présélectionné pour le prix de littérature Libris et le prix belge Gouden Boekenuil.
En 2016 paraît Ivanov, un roman questionnant l'éthique. Il est basé sur la vie d'Ilia Ivanov, un scientifique russe qui a tenté de croiser des humains avec des singes. Hanna Bervoets est nommée pour de nombreux prix littéraires et remporte le BNG Bank Literature Prize.
En 2017 est publié Fuzzie. Hanna Bervoets écrit sur le manque d'affection en relatant une histoire d'amour entre deux femmes qui se termine et celle d'une étrange boule que les personnages ont reçue dans leur boîte aux lettres et qui les réconforte.
En 2019 est publié Welkom in het rijk der zieken, dans lequel Hanna Bervoets évoque un thème personnel puisqu'elle est atteinte du syndrome d'Ehlers-Danlos lui provoquant des douleurs chroniques dans tout le corps.
En mai 2020, le CPNB, un collectif littéraire néerlandais qui publie chaque année un livre « cadeau » dans le cadre de la Semaine du livre, annonce que Hanna Bervoets écrira le cadeau de la semaine du livre de 2021. Il s'agit de Wat wij zagen,. Dans son livre, Hanna Bervoets évoque les méfaits des réseaux sociaux puisque le roman raconte l'histoire de Kayleigh, qui travaille dans une entreprise similaire à Facebook, dans le département où le contenu potentiellement dangereux est examiné et supprimé,.
Les croquis des couvertures de ses romans sont réalisées par l'auteure elle-même,.

### Nouvelles
Hanna Bervoets écrit également des nouvelles. En 2021, elle publie Een modern verlangen pour lequel elle reçoit en 2022 le prix J.M.A Biesheuvel. Le recueil regroupe 14 nouvelles qui traitent de relations particulières, qu'elles soient amoureuses, amicales, professionnelles ou encore familiales.

### Chroniques
Hanna Bervoets commence à écrire des chroniques et des critiques de films pour un magazine pendant ses années d'études. Une fois diplômée, elle continue en écrivant pour divers médias. En 2011, 2013 et 2015 sont publiés des recueils de ses chroniques parues dans le magazine De Volkskrant :  Leuk zeg doei (2011), Opstaan, aankleden, niet doodgaan (2013) et En alweer bleven we ongedeerd (2015).

### Théâtre et télévision
Hanna Bervoets fait ses débuts en tant que dramaturge en 2010 avec Roes, qu'elle écrit pour la troupe de théâtre Firma MES à La Haye. En 2012, elle écrit son premier scénario pour le téléfilm Bowy is binnen. En 2017, elle crée la pièce CarryMe, mise en scène par Thomas Schoots, qui évoque une application permettant aux couples sans enfant de choisir une mère porteuse.
Hanna Bervoets apparaît également, en jouant son propre rôle, dans la série télévisée ANNE+, dans laquelle Anne, une lesbienne de vingt ans, est confrontée à la vie d'adulte à Amsterdam. Dans la deuxième saison de la série dramatique, le personnage Anne lance son propre podcast. Dans le podcast d'accompagnement en cinq parties, Hanna Bervoets discute avec quatre autres écrivains (Esther Duysker, Pete Wu, Nina Polak et Gijs van der Sanden) de thèmes relatifs à l'amour, l'intimité, l'amitié et le fait de grandir.

### Reconnaissance et prix
En 2020, Hanna Bervoets est nommée membre de l'Académie royale néerlandaise des arts et des sciences.
Elle obtient aussi plusieurs prix tout au long de sa carrière : 
- Pour son premier roman Of Hoe Waarom, Hanna Bervoets reçoit le prix ScriptPlus HvA Debutant of the Year[1].
- Pour son roman Lieve Céline, elle reçoit le prix de littérature Opzij[1].
- Pour son roman Ivanov, elle reçoit le prix de littérature de la banque BNG[1],[17].
- En 2017, elle reçoit le prix Frans Kellendonk pour l'ensemble de son œuvre[18],[19]. Ce prix est décerné tous les trois ans à un auteur de moins de quarante ans dont l'œuvre propose une vision originale des problèmes sociétaux. Le jury récompense le travail d'Hanna Bervoets en jugeant qu'elle est « toujours à la recherche de nouvelles façons d'exprimer son engagement social »[1].
- En 2022, elle reçoit le prix J.M.A Biesheuvel pour son recueil de nouvelles Een modern verlangen[10].

### Prises de position
Elle utilise régulièrement de nouvelles connaissances scientifiques dans son travail et s'interroge sur les effets de l'utilisation de ces nouvelles technologies dans ses romans. Elle aborde aussi le lesbianisme,,.

### Critiques
L'auteure néerlandaise Angèle van Baalen souligne l'originalité du style de Hanna Bervoets : « Elle a une voix originale, tant dans ses chroniques que dans ses romans. » et « Elle a de l'esprit ! Son style d'écriture est très détendu et facile à lire. Les images qu'elle utilise sont spéciales, originales et efficaces ».
Dans le cadre de son recueil de nouvelles Een modern verlangen récompensé par le prix J.M.A Biesheuvel, le jury la félicite pour sa « polyvalence fantastique » et qualifie son œuvre comme « une ethnographie impitoyable mais pleine d'humour de nos temps modernes ».

## Œuvres

### Romans
- 2009 - Of Hoe Waarom[1]
- 2011 - Lieve Céline[1]
- 2013 - Alles wat er was[1]
- 2014 - Efter[1]
- 2016 - Ivanov[1]

- 2017 - Fuzzie[5]
- 2019 - Welkom in het rijk der zieken[1]
- 2021 - Wat wij zagen[6],[22]

### Recueils
- 2011 - Leuk zeg doei[1]
- 2013 - Opstaan, aankleden, niet doodgaan[1]
- 2015 - En alweer bleven we ongedeerd[1]
- 2021 - Een modern verlangen[10]

### Théâtre
- 2010 - Roes, théâtre[11]
- 2012 - Bowy is binnen, scénario de téléfilm[12]
- 2017 - CarryMe, théâtre[13]